# طه الهاشمي
طه الهاشمي (1888 - 1961)، عسكري وسياسي عراقي ومتخصص بالجغرافيا البشرية في العهد الملكي في العراق. وهو شقيق ياسين الهاشمي، تخرج من المدرسة العسكرية في إستنابول عام 1906 ثم تخرج من مدرسة الأركان عام 1909 برتبة رئيس ركن والتحق بالجيش العثماني المرابط في سوريا وشارك في السيطرة على ثورة الكرك كما شارك في حرب البلقان عام 1912 وفي عام 1913 التحق بجمعية العهد السرية برئاسة عزيز علي المصري ثم التحق بالجيش التركي المتواجد في اليمن عام 1914 وبقي هناك حتى عام 1918 وأسره الإنجليز عام 1919 ثم تم إطلاق سراحه عام فذهب إلى دمشق فعينه فيصل بن الحسين مديرا للأمن العام عام 1920 وبعد معركة ميسلون ذهب إلى تركيا وتسلم رئاسة قسم التاريخ في دائرة الأركان التركية وعاد إلى العراق عام 1922 وعينه فيصل بن الحسين آمرا لمنطقة الموصل ثم رئيسا لأركان الجيش العراقي عام 1923 وبقي يتدرج في المناصب حتى انقلاب بكر صدقي عام 1936 وكان في مهمة رسمية في لندن فمنعه بكر صدقي من العودة إلى العراق حتى اغتيال بكر صدقي فأنتخب نائبا عن بغداد وعين وزيرا للدفاع عام عام 1938 وتولى عدد من المناصب والمهام منا منصب رئيس الوزراء لمدة شهرين فقط من 1 شباط 1941 إلى 1 نيسان 1941 ثم خبيرا في وزارة المعارف حيث الف عدداً من الكتب المنهجية لمدارس الثانوية العامة. عين طه الهاشمي رئيسا للوزراء من قبل الوصي على العرش عبد الإله بن علي بن حسين بعد اقصاء حكومة رشيد عالي الكيلاني ذو التوجهات المناهضة للهيمنة البريطانية على سياسة العراق. انتهى ولاية طه الهاشمي عندما هرب عبد الاله خوفا من أن يغتال باوامر من رشيد عالي الكيلاني وقد شارك في تأليف الجبهة الشعبية المتحدة ثم كان رئيسها عام 1951 ثم نائب رئيس مجلس الإعمار عام 1953 حتى عام 1958 وقد توفي في مستشفى بلندن عام 1961.

## مؤلفاته
له العديد من المؤلفات أهمها «التجمعات البشرية في العراق» و«جغرافية العراق البشرية» و«التعبئة الأساسية» و«أطلس العراق» و«تاريخ الشرق القديم».

## انظر ايضًا
- طارق الهاشمي
- ياسين الهاشمي